# Natalie Haas
Natalie Haas es una violonchelista estadounidense reconocida por su contribución a la música tradicional escocesa y celta, así como por su enfoque innovador del violonchelo como instrumento rítmico en este repertorio. Combina una formación clásica con una amplia experiencia en música folk, siendo especialmente conocida por su trabajo con el violinista escocés Alasdair Fraser.

## Biografía
Haas nació en Menlo Park, California. Comenzó a tocar el violonchelo a los nueve años y más adelante ingresó en la Juilliard School, donde estudió con Fred Sherry. Durante su juventud asistió a la Valley of the Moon Scottish Fiddling School, donde descubrió la música tradicional escocesa y desarrolló una nueva perspectiva sobre el papel del violonchelo en dicho género.
Biografía oficial.

## Carrera profesional
Desde principios de los años 2000, Haas colabora estrechamente con Alasdair Fraser, con quien ha grabado múltiples álbumes y ofrecido conciertos en festivales internacionales. El álbum Fire & Grace fue galardonado como Álbum del Año en los Scots Trad Music Awards en 2004.
Biografia del dúo Alasdair & Natalie
Además, ha formado parte del Appalachia Waltz Trio liderado por Mark O’Connor, con quien participó en el estreno del doble concierto For The Heroes, interpretado junto a diversas orquestas sinfónicas.
Como violonchelista de estudio, ha contribuido en más de 100 álbumes, colaborando con artistas como Natalie MacMaster, Altan, Solas, Liz Carroll y Dirk Powell.

## Docencia
Haas ejerce como profesora asociada en el Berklee College of Music, en Boston, donde imparte clases de música tradicional y técnicas rítmicas para instrumentos de cuerda.  Perfil de Natalie Haas en Berklee College of Music

## Estilo e influencia
Natalie Haas es considerada una de las pioneras en la revitalización del violonchelo dentro de la música tradicional escocesa. Su enfoque destaca por el uso del arco de manera percutiva y por integrar patrones rítmicos que tradicionalmente correspondían a otros instrumentos, como el bodhrán o el contrabajo.

## Discografía seleccionada

### Con Alasdair Fraser
- Fire & Grace (2004)
- In the Moment (2007)
- Highlander’s Farewell (2011)
- Abundance (2013)
- Ports of Call (2017)
- Syzygy (2021)

### Otros proyectos
- Legacy of the Scottish Fiddle Volume 2 (2004)
- Crossing Bridges (2004) – con Appalachia Waltz Trio
- HAAS (2023) – con Brittany Haas

## Familia
Su hermana, Brittany Haas, es también una destacada instrumentista de cuerda, especializada en fiddle y conocida por su trabajo con el grupo Crooked Still y otros proyectos de música tradicional estadounidense.